# Фояно-ді-Валь-Форторе
Фояно-ді-Валь-Форторе (італ. Foiano di Val Fortore) — муніципалітет в Італії, у регіоні Кампанія, провінція Беневенто.
Фояно-ді-Валь-Форторе розташоване на відстані близько 220 км на схід від Рима, 85 км на північний схід від Неаполя, 30 км на північний схід від Беневенто.
Населення — 1410 осіб (2014).

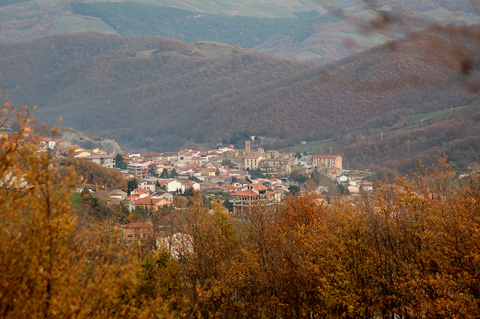

Щорічний фестиваль відбувається 24 червня. Покровитель — San Giovanni Eremita.

## Демографія
Населення за роками:

Станом на 1 січня 2023 року в муніципалітеті офіційно проживало 16 іноземців з 5 країн, серед них 14 громадян країн Євросоюзу та 1 громадянин України.

## Сусідні муніципалітети
- Базеліче
- Молінара
- Монтефальконе-ді-Валь-Форторе
- Розето-Вальфорторе
- Сан-Бартоломео-ін-Гальдо
- Сан-Джорджо-Ла-Молара
- Сан-Марко-дей-Кавоті